# Dommelnheide
Dommelnheide ist eine Hofschaft in Halver im Märkischen Kreis im Regierungsbezirk Arnsberg in Nordrhein-Westfalen (Deutschland).

## Lage und Beschreibung
Dommelnheide liegt im Norden Halvers an der Landesstraße L528 auf 411 Meter über Normalnull auf der Wasserscheide zwischen den Flusssystemen der Ennepe und der Volme. Die Nachbarorte sind Grünenbaum, Glörfeld, Magdheide, Rothenbruch, Neuenvahlefeld, Obervahlefeld und Vahlefelderheide. Bei Dommelnheide entspringt der Vortbach, ein Zufluss des Bosseler Bachs.

## Geschichte
Dommelnheide wurde erstmals 1546 urkundlich erwähnt, die Entstehungszeit der Siedlung wird aber auf dem Zeitraum zwischen 1050 und 1200 infolge der Rodungsphase nach der hochmittelalterlichen Territorialbildung vermutet. Dommelnheide war ein Abspliss von Edelkirchen.
1818 lebten 18 Einwohner im Ort. Laut der Ortschafts- und Entfernungs-Tabelle des Regierungs-Bezirks Arnsberg wurde Dommelnheide als Hof kategorisiert und besaß 1838 eine Einwohnerzahl von 26, allesamt evangelischen Glaubens. Der Ort gehörte zu dieser Zeit der Bauerschaft Glörfeld innerhalb der Bürgermeisterei Halver an und besaß drei Wohnhäuser und drei landwirtschaftliche Gebäude.
Das Gemeindelexikon für die Provinz Westfalen von 1887 gibt eine Zahl von 29 Einwohnern an, die in drei Wohnhäusern lebten.
An Dommelnheide verlief auf der Trasse der heutigen Landesstraße 528 eine Altstraße von Halver über Wipperfürth, Halver, Kierspe nach Meinerzhagen vorbei, der Hileweg, ein bedeutender frühmittelalterlicher (nach anderen Ansichten bereits frühgeschichtlicher) Handels-, Pilger- und Heerweg.